# Sport en Europe
 (juin 2017).
Si vous disposez d'ouvrages ou d'articles de référence ou si vous connaissez des sites web de qualité traitant du thème abordé ici, merci de compléter l'article en donnant les références utiles à sa vérifiabilité et en les liant à la section « Notes et références ».
Le sport  est en Europe une activité populaire, ancienne et extrêmement organisée.
L'Europe occupe une place prépondérante dans le sport mondial. Étant à l'origine et responsable de nombreux des sports les plus populaires, elle est l'hôte des compétitions les plus importantes pour de nombreux sports, comme la Ligue des champions de l'UEFA pour le football, la Ligue des champions masculine de l'EHF pour le handball, l'EuroLigue (toutefois devancée par la NBA) en basket-ball ou la Coupe d'Europe en rugby à XV, la Super League en rugby à XIII.
De nombreux sports possèdent leur propre championnat d'Europe ouvert aux équipes nationales : championnat d'Europe de football, Tournoi des Six Nations, championnat d'Europe de handball, championnat d'Europe de basket-ball...
Dans les sports individuels, le tennis accueille deux des quatre tournois du Grand Chelem, Roland-Garros et Wimbledon. Les trois principaux tours en cyclisme, Tour de France, Tour d'Italie et Tour d'Espagne et les principales classiques, les cinq Monuments, Milan-San Remo, le Tour des Flandres, Paris-Roubaix, Liège-Bastogne-Liège et le Tour de Lombardie, sont tous disputés en Europe. The Open, l'Open britannique hommes, est l'un des quatre tournois du Grand Chelem en golf. En athlétisme, les championnats d'Europe sont plus anciens que les mondiaux, et une majorité des meetings de la Ligue de diamant se disputent en Europe, dont les prestigieux et historiques Weltklasse Zurich, Bislett Games et Memorial Van Damme.
L'Europe joue également un rôle important en étant le siède de nombreuses fédérations internationales mondiales, comme la FIFA pour le football, la FIBA pour le basket-ball, l'UCI, la Fina pour la natation, l'IHF pour le handball, toutes ayant leur siège en Suisse, IAAF en athlétisme à Monaco...

## Histoire
La pratique sportive en Europe est ancienne.
Des courses de chars sont organisés durant l'Empire romain.
Au Moyen Âge, des tournois voient s'affronter des chevaliers dans divers disciplines. En Italie, le calcio florentin se développe massivement et en 1580, Giovanni Bardi en rédige le règlement.
L'Europe est le berceau des Jeux olympiques antiques et moderne.

## Organisation

### Clubs et championnats
Contrairement aux grands championnats d'Amérique du Nord, où les franchises sont attribuées à des villes désignées, la plupart des équipes européennes sont passées de petits clubs formés par des groupes d'individus avant de grandir rapidement. Les églises, les universités et les lieux de travail ont souvent été le lieu de naissance le plus fécond de nombreux clubs sportifs européens, notamment en Grande-Bretagne, qui, à la fin du XIXe siècle, ont ouvert la voie aux sports organisés.
Le système de promotion/relégation offre aux clubs une chance égale de croître pour devenir parmi les plus forts dans leur discipline. Ce qui a conduit à une situation où de nombreuses grandes villes sont représentées par de multiples équipes de première classe dans le même sport. Dans la saison de football 2016-17, Londres a cinq équipes jouant en Premier League, tandis que Liverpool et Manchester ont chacune deux clubs de haut niveaux.
Certaines ligues sportives tel que la KHL en hockey sur glace et la Pro12 en rugby à XV fonctionnent sur un système de ligues fermés sans promotion ou relégation.

### Associations européennes
Plusieurs associations ont pour objectif le développement et l'organisation des compétitions de leurs disciplines respectives.

#### Football - UEFA
L'UEFA (Union Européenne de Football Association) est l'organe dirigeant du sport en Europe le plus connu. Le football étant le sport le plus populaire du continent.
55 fédérations nationales adhérent à l'UEFA.
L'association organise les compétitions de football entre nations et clubs européens, notamment le championnat d’Europe, la ligue des champions et la ligue Europa.

#### Comités olympiques européens
Les Comités olympiques européens (COE ou EOC) sont une organisation basée à Rome, en Italie. 50 comités nationaux olympiques composent cette organisation.

### Principales compétitions
Les compétitions les plus réputées au niveau européen sont :

#### Sports collectifs
- Le Championnat d'Europe de Football et la ligue des champions en football.
- Le Tournoi des Six Nations en rugby à XV.
- Le Championnat d'Europe de Basket-ball et l'Euroligue en basket-ball.

#### Sports individuels
- En tennis, deux des quatre tournois du Grand Chelem se déroulent en Europe (Roland-Garros et Wimbledon).
- En cyclisme, les épreuves les plus réputées sont le Tour de France, le Tour d'Espagne et le Tour d'Italie.

#### Jeux européens
Les Jeux européens sont une compétition multisports organisée par les Comités olympiques européens. Les jeux sont organisés tous les quatre ans. La première édition, qui se déroule en 2015 à Bakou, en Azerbaïdjan, voit s'affronter les meilleurs sportifs issus des 49 Comités olympiques européens.

## Sports collectifs

### Football

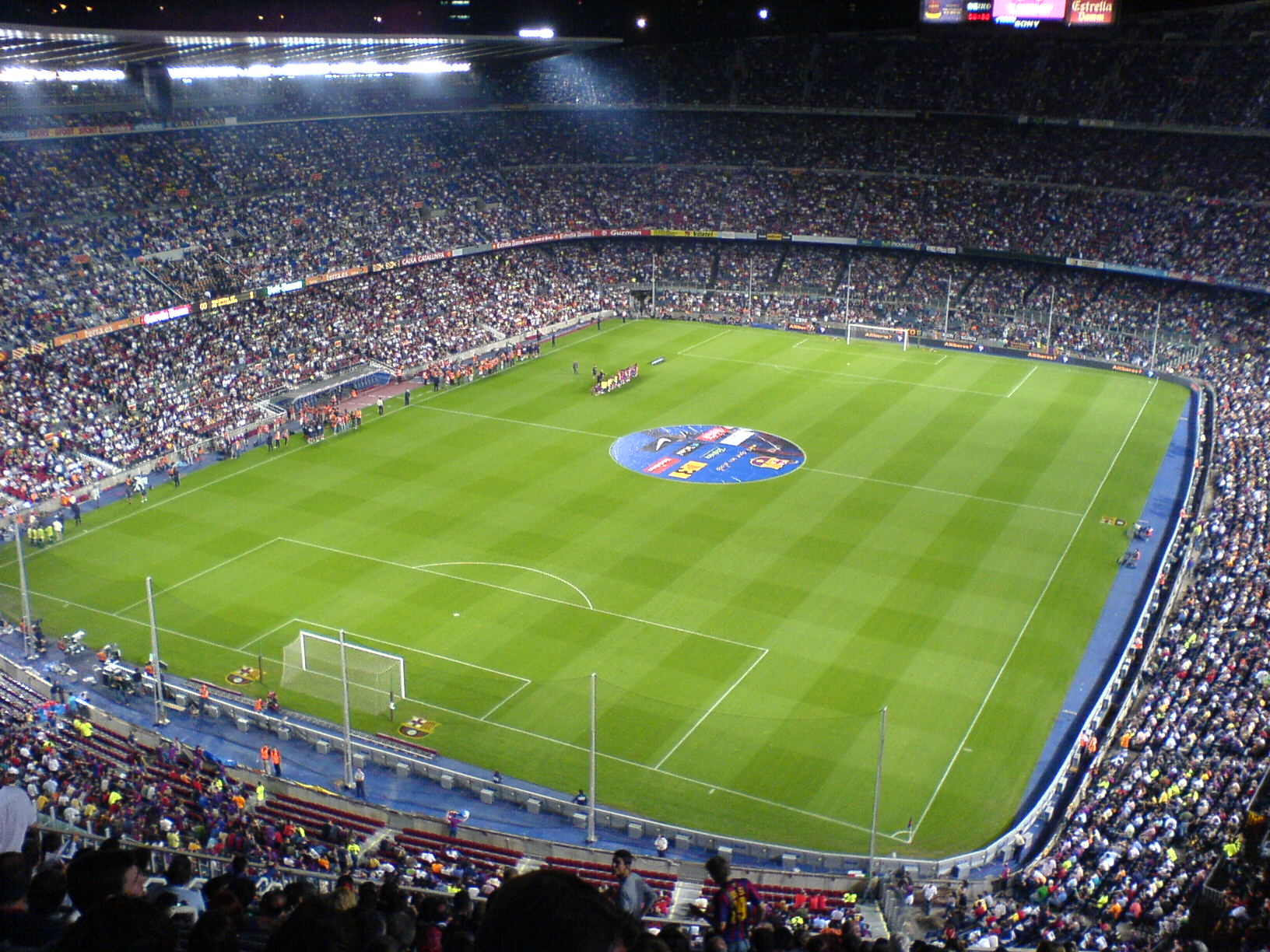
Le Camp Nou à Barcelone.

Le sport numéro 1 en Europe est sans aucun doute le football. Les clubs européens sont les plus forts (et les plus riches) dans le monde, et la Ligue des champions de l'UEFA (le championnat européen des clubs) est la compétition de clubs la plus prestigieuse. Les championnats de football les plus populaires sont La Liga espagnole, la Premier League anglaise, la Serie A italienne ou la Bundesliga allemande.
Les équipes nationales européennes sont en compétition entre elles dans le Championnat d'Europe de football (ou l'Euro). L'Europe est le continent ayant remporté le plus grand nombre de Coupe du monde de football, devant l'Amérique du Sud, respectivement 12 et 9 après l'édition de 2018.

### Autres sports collectifs
En plus du football, d'autres sports collectifs sont très populaires, mais seulement dans certaines régions du continent. Le basket-ball est un sport couramment apprécié dans toute l'Europe et il est particulièrement populaire dans les pays méditerranéens, tout comme le volley-ball.
Le hockey sur glace est très populaire dans les pays nordiques (Suède, Finlande et Norvège notamment), en Suisse, en République tchèque, en Slovaquie et plus généralement en Europe de l'Est.
Le handball se concentre dans de nombreux pays dont la France, l'Allemagne, l'Espagne, le Danemark et la Suède.
Le rugby à XV qui est populaire dans les îles Britanniques, la France, la Roumanie et le nord de l'Italie, commence à élargir son influence en Europe.
Quant au cricket, c'est un sport d'été surtout populaire en Grande-Bretagne ; le hockey, joué sur gazon en été et en salle en hiver, est également populaire en Grande-Bretagne, en Allemagne, en Hollande, en Belgique et dans certains autres pays européens.

## Sports individuels
Les sports individuels sont également très importants. En fait, l'Europe est le berceau du mouvement olympique qui est devenu si essentiel pour la modernisation des sports individuels, avec la Grèce qui organise les premiers Jeux olympiques, sous l'influence du baron Pierre de Coubertin. Les plus prestigieuses et lucratives compétitions d'athlétisme et de natation sont organisées en Europe, de même que plusieurs grands tournois de golf.

### Tennis

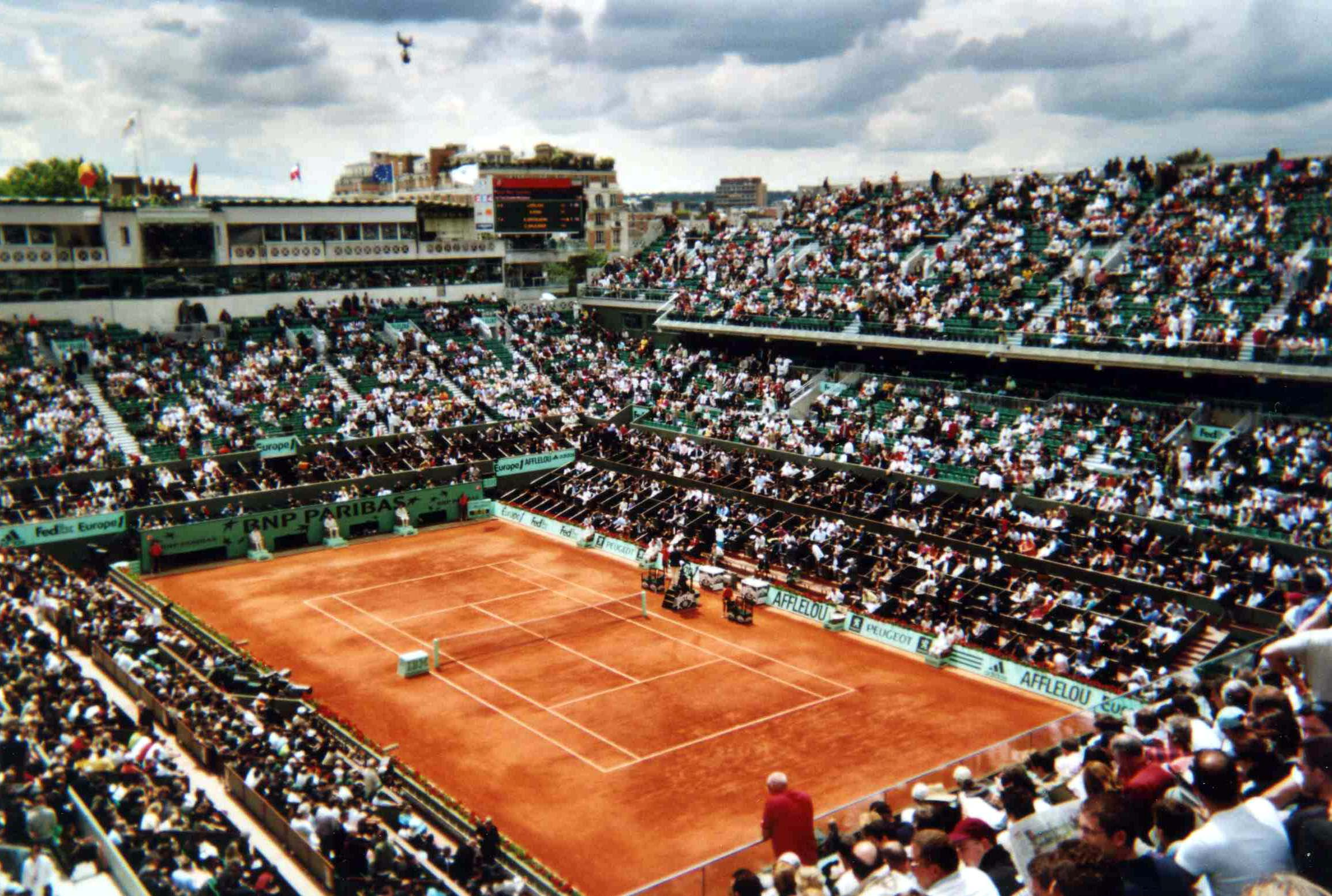
Tournoi de Roland-Garros à Paris.

Le tennis est populaire dans la plupart de l'Europe et deux des quatre grands tournois du Grand Chelem ont lieu ici, en France (Roland-Garros) et au Royaume-Uni (Wimbledon).

### Cyclisme
On peut également citer le cyclisme, et ses nombreuses disciplines, qui est très populaire dans de nombreux pays européens, en particulier en Belgique, en France, en Allemagne, en Italie, au Luxembourg, aux Pays-Bas, en Espagne ou en Suisse. Les plus grandes courses cyclistes se déroulent très majoritairement dans ce continent, dont le prestigieux Tour de France.

### Sports équestres
Les sports équestres, dont certains sont olympiques, sont parmi les plus pratiqués en Europe. Ils font partie des sports les plus populaires en Belgique, France, Allemagne, Grande-Bretagne, Pays-Bas et dans certains pays Scandinaves entre autres. De nombreux cavaliers issus d'Asie, d'Afrique du Nord, des pays arabes et d'Amérique du Nord et du Sud, pratiquant le saut d'obstacle sont d'ailleurs venus s'installer en Belgique (où l'on compte une des plus grandes densités de chevaux au monde) et dans les zones avoisinantes afin de profiter des infrastructures et compétitions locales.

### Sports d'hiver
Grâce à son climat, les sports d'hiver sont également présents. Dans les pays scandinaves et les pays alpins, les diverses formes de ski et de snowboard sont très populaires. Les concurrents européens ont traditionnellement dominé les Jeux olympiques d'hiver.

### Formule 1
Les sports motorisés sont populaires à travers la quasi-totalité de l'Europe. La Formule 1 est traditionnellement dominé par les pilotes européens. Presque toutes les écuries sont européennes, basées en majorité en Angleterre dans la « Motorsport Valley », un triangle Northampton-Oxford-Milton Keynes. L'Angleterre compte 2 200 entreprises et 38 500 salariés impliqués dans la voiture de sport, quelques écuries sont installées au nord de l'Italie et en Allemagne.
En 1950, la Fédération Internationale de l'Automobile (FIA) organise le premier championnat du monde de pilotes automobiles avec la participation à six Grands Prix basés en Europe de l’Ouest (Belgique, France, Grande-Bretagne, Italie, Monaco, Suisse), plus la course des 500 miles d'Indianapolis. Cette dernière course, qui fait partie du championnat, conserve ses propres règlements. La course reste marginale pour la Formule 1 et elle disparaîtra du calendrier après 1960. La fédération internationale mène une politique active de mondialisation. Les dix-sept épreuves organisées en 2008 couvrent tous les continents ou presque, avec l'Asie, l'Océanie, l'Amérique du Nord, l'Amérique du Sud et l'Europe bien sûr. Les épreuves qui ont le plus de prestige se déroulent sur le vieux continent : les Grand Prix d'Allemagne, de Belgique, de Grande-Bretagne, d'Italie, de Monaco).

### Autres sports individuels
Les compétitions motocyclistes sont également très populaires, en vitesse, comme en endurance, sur le bitume comme en cross, en enduro.

## Sports nationaux
Plusieurs régions ont leurs sports nationaux, par exemple le hurling en Irlande, le bandy en Russie, la corrida en Espagne.

## Infrastructures

### Fédérations sportives internationales
La majorité des fédérations sportives internationales ont leurs sièges en Europe, et plus précisément en Suisse. ce pays héberge les sièges de la FIFA pour le football, la FIBA pour le basket-ball, l'UCI, la Fina pour la natation, l'IHF pour le handball...
IAAF en athlétisme est basée à Monaco.
World Rugby, anciennement IRB (International Rugby Board ) a son siège à Dublin.
Le Royal and Ancient Golf Club of St Andrews définit les règles du golf.

## Équipes européennes
En règle générale, les compétitions sportives opposent des clubs ou des équipes nationales. Cependant, il arrive que pour certaines compétitions des sélections européennes participent à une compétition. Dans ce cas, le terme d'Équipe Europe (Team Europe) est utilisé pour désigner cette sélection.
Ainsi, la Ryder Cup, l'un des événements majeurs du golf, après avoir opposé les États-Unis à une sélection de joueurs britanniques, auxquels sont associés les joueurs irlandais en 1973, voit s'affronter tous les deux ans depuis l'édition de 1979 une sélection américaine à une sélection européenne ouverte à tous les joueurs du continent. Toujours en golf, le Royal Trophy oppose l'Europe à l'Asie.
Lors de la coupe du monde de hockey sur glace 2016, une équipe européenne rassemble une sélection de joueurs européens dont l'équipe nationale ne participe pas à la compétition.